# José Plácido Caamaño
José María Plácido Caamaño y Gómez-Cornejo (Guayaquil, 5 de outubro de 1837 – 31 de dezembro de 1901) foi um político equatoriano. Ocupou o cargo de presidente de seu país entre 15 de outubro de 1883 e 30 de junho de 1888.